# أليسون سميث
أليسون سميث (بالإنجليزية: Allison Smith)‏ هي مغنية وممثلة أمريكية، ولدت في 9 ديسمبر 1969 بمانهاتن في الولايات المتحدة.

## أعمال

### أفلام
- (1993) جيسون يذهب إلى الجحيم الجمعة الأخيرة
- (2003) حفر

### مسلسلات
- أميريكان داد!
- الملفات الغامضة
- بيفرلي هيلز 90210
- سكرابز
- شبح هامس
- هاوس

## وصلات خارجية
- أليسون سميث على موقع IMDb (الإنجليزية)
- أليسون سميث على موقع ألو سيني (الفرنسية)
- أليسون سميث على موقع أول موفي (الإنجليزية)
- أليسون سميث على موقع قاعدة بيانات الأفلام السويدية (السويدية)
- أليسون سميث على موقع إن إن دي بي (الإنجليزية)
- أليسون سميث على موقع قاعدة بيانات الفيلم (الإنجليزية)
- أليسون سميث على موقع كينوبويسك (الروسية)